# Ленинградский государственный университет имени А. С. Пушкина
Ленингра́дский госуда́рственный университе́т и́мени А. С. Пу́шкина (ЛГУ им. А. С. Пушкина) — государственное автономное образовательное учреждение высшего образования Ленинградской области. Расположен в городе Пушкине на Петербургском шоссе, дом 10, крупнейший опорный вуз Ленинградской области. Основан в 1992 году.

## История
Университет был создан постановлением Правительства Ленинградской области от 28 марта 1992 года и назывался Ленинградский областной педагогический институт, уже в конце года произошло изменение структуры, которое повлекло за собой смену названия — Ленинградский областной институт усовершенствования учителей. В 1999 году институту присвоили имя русского поэта Александра Пушкина. На следующий год к вузу присоединили Ленинградский областной педагогический колледж, в 2009-м — Пикалевский и Выборгский педагогические колледжи. Официальное название ЛГУ имени А. С. Пушкина вуз получил после реорганизации в 2008 году, а в 2011-м он укрупнился благодаря слиянию с лужским Крестьянским государственным институтом имени Кирилла и Мефодия.
В 2011 году вуз получил образовательный кредит от Министерства образования и науки в рамках экспериментального кредитования студентов вузами по низкой ставке, на тот момент — около 5 %. Согласно данным 2016 года, по окончании вуза устраивалось примерно 80 % выпускников.
В 2017 году ЛГУ имени Пушкина отпраздновал 25-летие. За всё это время работы было подготовлено около 150 тыс. специалистов. Более 70 % поступающих — иногородние, порядка 800 человек вуз обеспечивает общежитием. В 2017 году был зарегистрирован самый высокий конкурс в истории вуза по направлениям иностранного и русского языка, лингвистики, филологии и юриспруденции, всего было подано на 500 заявок больше предыдущего года. Таким образом ЛГУ имени Пушкина оказался в одним из двух вузов Ленобласти, популярных у студентов с высоким баллом ЕГЭ. В апреле этого же года поднимался вопрос о передаче вузу здания учебно-инженерного центра с гостиницей в Павловске, где ЛГУ может открыть корпуса и дополнительное общежитие.

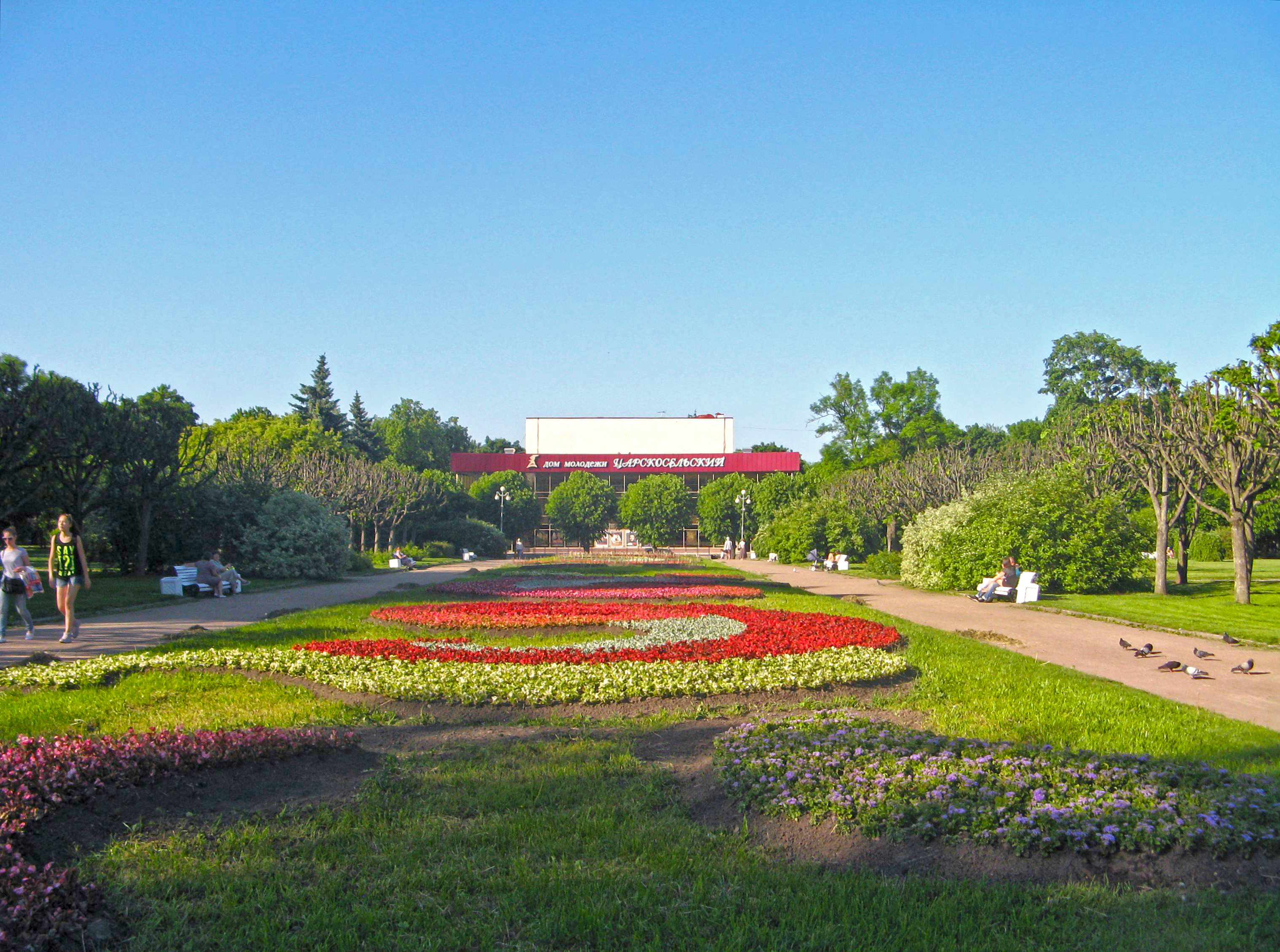
Дом молодёжи «Царскосельский», 2016 год

В январе 2017 года президент ЛГУ имени Пушкина Вячеслав Скворцов стал доверенным лицом Владимира Путина в предвыборной кампании, а в марте он был избран в Общественную палату РФ, а вуз наравне с МГУ, СПбГУ, ВШЭ, Российской ассоциацией по связям с общественностью и Российским обществом политологов стали стал соучредителем Экспертного института социальных исследований (ЭИСИ), основной задачей которого была подготовка «образа будущего» России. В этом же году ЛГУ имени Пушкина вошёл в состав «альтернативного совета ректоров Петербурга» из 19 вузов, который фактически является альтернативой Совета ректоров Петербурга под руководством главы Университета ИТМО Владимира Васильева, также доверенного лица Путина.
Студенты ЛГУ участвовали в конкурсе проектов вестибюля Центра занимательной науки в «Лахта-центре». В 2017 году вуз запустил в Доме молодёжи «Царскосельский» проект бесплатных студенческих юридических консультаций для граждан, это также было местом практики третьекурсников. В этом же году был подписан договор с «Ленфильмом» о подготовке кадров для студии и реализации студентами культурных проектов.

## Структура

### Факультеты
На 2018 года в вузе числится 15 тыс. учащихся, в состав учреждения входит 11 факультетов, 31 бакалаврское направление, 30 магистерский и 8 программ аспирантуры по подготовке научно-педагогических кадров, а также 4 научно-исследовательских института, 30 лабораторий, бизнес-инкубаторы, технопарк, 6 научно-образовательных центров, инновационно-технологический центр.
Факультеты
- Естествознания, географии и туризма
- Истории и социальных наук
- Психологии
- Филологический
- Экономический
- Иностранных языков
- Специального (дефектологического) образования
- Математики и информатики
- Физической культуры
- Философии, культурологии и искусства
- Юридический

### Филиалы
У ЛГУ имени Пушкина существует пять филиалов:
- Бокситогорский (Бокситогорск, улица Профессора Вишнякова, дом 22)
- Лужский (Луга, проспект Володарского, дом 52, литера А)
- Выборгский (Выборг, улица Выборгская, дом 2)
- Кингисеппский (Кингисепп, улица Театральная, дом 1)
- «Ломоносовский» (Горбунки), дом 27)
- «Волховский» (Волхов), ул. Володарского дом 3А)
- "Подпорожский" (Подпорожье, ул. Северная, дом 40)

В 2009 году стало известно, что Алтайский филиал работал без лицензии на осуществление образовательной деятельности, из-за чего работа 2008/09 учебного года была признана незаконной.
Также у вуза был Московский филиал — обособленное структурное подразделение, расположенное на улице Полбина, дом 1. Он был открыт в 2005 году, аккредитация выдана по апрель 2019 года, но уже к середине 2018 года данных о его деятельности не было. Руководителем московского филиала была кандидат юридических наук Скворцова Юлия Вячеславовна. Вуз готовил специалистов на контрактной основе по направлениям логопедии, психологии, юриспруденции, педагогики и другим.